# Милан Горкић
Милан Горкић, право име Јосип Чижински (чеш. Josef Čižinský; Босански Брод, 19. фебруар 1904 — Москва, 1. новембар 1937) био је револуционар, политички и генерални секретар Централног комитета Комунистичке партије Југославије од 1932. до 1937. године.

## Биографија
Рођен је 19. фебруара 1904. године у Босанском Броду, као Јосип Чижински. Отац Вацлав му је био тапетар, досељеник из Чешке, а мајка Антонија Мимерова кројачица. Старији брат Ладислав је био машиновођа, а млађи брат Богомил пројектант и архитекта, и живео је до 1986. године у Чехословачкој.
Основну школу, Горкић је завршио у Босанском Броду, 1914. године, а нижу гимназију у Славонском Броду, 1918, када се уписао на Трговачку академију у Сарајеву. Био је одличан ученик и већ као гимназијалац, ухапшен је због растурања револуционарног материјала и летака. По изласку из затвора, учествовао је у „Организацији интелектуалних радника“ на Трговачкој академији у Сарајеву. Постао је члан Савеза комунистичке омладине Југославије (СКОЈ) и Комунистичке партије Југославије (КПЈ), 1919. године. Исте године постао је секретар Месног комитета СКОЈ-а за Сарајево. Због своје комунистичке делатности искључен је из трећег разреда Трговачке академије. Са 17 година је постао секретар Окружног комитета СКОЈ-а за Босну и Херцеговину, а са 18 заменик главног уредника синдикалног листа „Радничко јединство“. Чланке и текстове које је писао објављивао је под псеудонимом Горкић, по узору на писца Максима Горког.
Године 1922. учествује на Првој земаљској конференцији КПЈ у Бечу, у својству делегата. По повратку с ње, био је ухапшен. Успео је, међутим, да се врати у Беч, и 1923. године учествује на Другој земаљској конференцији КПЈ. У јесен исте године послат је у Совјетски Савез. Годину дана је провео студирајући на економском одељењу Комунистичког универзитета националних мањина Запада (КУНМЗ), а у међувремену је радио у Информационом одељењу Коминтерне. У Извршни комитет Спортске интернационале је изабран 1924. године.
Већ 1924. постао је члан Централног комитета СКОЈ-а, али убрзо је протеран из земље и постао је представник Југословенске комунистичке интернационале, од 1924. до 1927. године у Москви, а недуго након тога је изабран и у Президијум ИККИМ-а (Извршни комитет комунистичке интернационале Москве) и Секретаријату КОИ, као и у Комисији за балканске земље.
Много је путовао по партијским задацима: у Аустрију, Немачку и Чехословачку. У Немачкој се оженио Бети Николајевном Глан, са којом је 1928. године добио ћерку Јелену. Почетком 1928. године изабран је за организационог секретара Комунистичке омладинске интернационале (КОИ), а већ у лето, на Конгресу Коминтерне изабран је за члана Међународне контролне комисије. То је било велико признање. Већ 1930. је постао стални представник Коминтерне у Комунистичкој партији Британије. Све време је деловао у КПЈ и Балканском секретаријату КИ. У то време је  Балканским секретаријатом руководио Георги Димитров, кога је Горкић високо ценио. Од 1928—31. Горкић је сарађивао и са секретаром комунистичке организације Југославије, Немањом Борјаном.
Милан Горкић је илегално долазио у Краљевину Југославију неколико пута, али када је 1932. изабран за политичког секретара ЦК КПЈ, забрањено му је да путује у земљу, због мера безбедности. Од 1932. године радио је ван земље и руководио ЦК КПЈ при Коминтерни из Беча, Париза и Москве. Од 1932. до 1936, проводио је у Москви само по два–три месеца, а 1935. је постао делегат на VII конгресу Коминтерне, где је изабран и у Извршни комитет. Почетком 1937. године затекао се у Паризу. Из Москве је добио директиву да се хитно врати из Париза у Москву на реферисање и тада се последњи пут у животу јавио својој жени Бети Глан у Немачкој.
Са хапшењем Горкића, ухапшено је и цело партијско представништво КПЈ у Коминтерни. Прво главни представник Иван Гржетић, а затим и остали.
Постоје сведочења да је Горкић у затвору био политички активан, да је држао предавања о Шпанском грађанском рату и дизао морал затвореницима. Горкић је, између осталог, пред судом оптужен и осуђен као британски шпијун. 1. новембра 1937. године је осуђен на смрт и стрељан истог дана од стране НКВД-а, у Лубјанки, у Москви. Такође је оптужен за учешће у антипартијској организацији у Коминтерни, којом је наводно руководио Осип Пјатницки. Пјатницки и Горкић нису признали оптужницу. Сахрањен је на Новом донском гробљу.

## Рехабилитација
Његова супруга је 7. априла 1956. године, након Двадесетог конгреса КПСС, успела да се избори за одлуку о пуној рехабилитацији. За разлику од свих убијених секретара ЦК КПЈ, Горкић је и политички рехабилитован, решењем Контролне партијске комисије ЦК КПСС, 20. јуна 1956. године, као генерални секретар ЦК КПЈ.
Више од двадесет година после поништавања лажних оптужби против Горкића у совјетским партијским и судским органима, Тито је 1977. изјавио да „ни Горкић није био никакав страни шпијун“ и како му „морамо дати одговарајуће место у хисторији нашег револуционарног покрета“.